# Woroniż
Woroniż (ukr. Вороніж) – osiedle typu miejskiego na Ukrainie, w obwodzie sumskim, w rejonie szostkińskim. W 2001 liczyło 7652 mieszkańców, wśród których 7232 wskazało jako język ojczysty ukraiński, 392 rosyjski, 1 mołdawski, 1 węgierskim, 7 białoruski, 1 gagauski, 10 romski, a 8 inny.

## Urodzeni
- Pantełejmon Kulisz